# Ильская волость
Ильская волость (латыш. Īles pagasts) — одна из территориальных единиц Добельского края. Находится в районе Лиелауцских холмов Восточно-Курземской возвышенности.
Граничит с Бенской, Вецауцской, Лиелауцской, Аннениекской, Наудитской и Зебренской волостями своего края.
Наиболее крупные населённые пункты Бенской волости: Иле (волостной центр), Илес санатория, Стирнас.
По территории волости протекают реки: Ауце, Ружупе, Сесава, Сидрабене.
Крупные водоёмы: озёра Сесавас и Спарну.
Наивысшая точка: Криеву калнс (140.5 м).
Национальный состав: 79,8 % — латыши, 7,8 % — русские, 5,7 % — литовцы, 2,8 % — белорусы, 1,8 % — украинцы, 1,5 % — поляки.
По территории волости проходят 24 км государственных и 51 км внутренних автомобильных дорог.

## История
В письменных источниках первое упоминание приходится на 1530 год. Во второй половине XVII века здесь было построено здание церкви, в 1870 году была открыта школа.
В XIX веке в пределах волости находилось Ильское поместье, а также Клавиньское, Криевиньское, Тешаньское и Упское полупоместья. Работали пивоварня, винокурня и кирпичный завод.
В 1935 году территория Лиелауцской волости Елгавского уезда составляла 60,2 км², на ней проживало 939 человек.
После Второй мировой войны был организован колхоз «Иле», ставший в конце 1980-х годов паевым обществом и ликвидированный в начале 1990-х годов.
В 1945 году в волости был образован Ильский сельский совет. В 1947 году он был ликвидирован и восстановлен спустя два года, когда в административной системе Латвийской ССР произошла отмена волостного деления. Ильский сельсовет входил в состав Ауцского (1949—1959) и Добельского (после 1959) районов.
В 1975 году Ильский сельсовет был повторно ликвидирован и его территория отошла в подчинение к Лиелауцскому сельсовету. В 1989 году он был воссоздан, чтобы в 1990 году быть реорганизованным в волость. В 2009 году, по окончании латвийской административно-территориальной реформы, Ильская волость вошла в состав Ауцского края.
В 2021 году в результате новой административно-территориальной реформы Ауцский край был упразднён, а Ильская волость была включена в Добельский край.
В 2007 году в волости находились Ильская начальная школа, библиотека, Дом культуры, докторат, специализированный государственный социальный центр «Иле», почтовое отделение.